# Libušin sňatek
Libušin sňatek je zpěvohra (opera) z českých dějin o třech dějstvích českého skladatele Františka Škroupa (op. 20, Plavec 33) na libreto básníka Josefa Krasoslava Chmelenského. Byla napsána v roce 1835, ale provedeny byly zprvu jen úryvky. Celou operu uvedlo pražské Stavovské divadlo poprvé až revidovaném znění 11. dubna 1850.

## Vznik a historie díla
Škroupova třetí opera na český text má s oběma předcházejícími, Dráteníkem a Oldřichem a Boženou, stejného libretistu a s druhou z nich i podobný historicko-romantický námět. Již v předmluvě k libretu Oldřicha a Boženy vydanému roku 1828 Chmelenský hovoří o tom, že má dokončen rukopis opery nazvané Libušin sňatek, a již roku 1832 toto libreto vyšlo i tiskem u J. H. Pospíšila v Praze.
Hudba celé opery byla dokončena roku 1835, Škroup ji však z nějakého důvodu neuvedl celou. Dne 6. listopadu 1835, při své benefici, uvedl vedle dalších čísel zkrácené 3. jednání. Úspěch nedosáhl očekávání, a to též vinou onemocnění Kateřiny Podhorské, pro kterou byla titulní úloha psána. Odzpívala ji čestně Jindřiška Rettigová (dcera Magdaleny Dobromily Rettigové). Největší úspěch měl Karel Strakatý jako Přemysl s písní Doorávám, dokonávám, která byla vzápětí přetištěna ve Věnci písni vlastenských a brzy zlidověla. V roce 1838 (2. 12.) byly opět provedeny ukázky z opery, Libuši a Přemysla tentokrát zpívali Kateřina Podhorská a František Brava. Téhož roku vyšly ve Věnci i Libušina árie Kdož mi vysvětlí tu pohádku a duet Libuše a Přemysla Tebou mi ráje brána. Na další desetiletí byla opera zapomenuta.
V roce 1849 se Škroup rozhodl konečně uvést celou operu. Pro tento účel ji podrobil zevrubné revizi, kterou ukončil 22. října 1849. Jelikož se původní verze z roku 1835 nezachovala, není možné říci, jak zásadní toto přepracování bylo, nejednalo se však o prakticky novou kompozici, jako tomu bylo u Oldřicha a Boženy. Premiéra Libušina sňatku se proto konala 11. dubna 1850 ve Stavovském divadle jakožto skladatelova benefice. Ohlas u obecenstva byl poměrně příznivý, přes nevýrazný výkon představitelky titulní role, nejoblíbenějším číslem byla již dávno populární Přemyslova píseň Doorávám, dokonávám. Kritika byla vcelku pochvalná, Libušin sňatek byl považován za dosud nejlepší operu Škroupovu, zejména ve srovnání s německou Drahomírou (1848); zvláště ceněno bylo instrumentální zpracování. Upozornila ale na převahu lyrických a elegických momentů na místech, kde by bylo očekáváno hrdinské pojetí; zejména postava Libuše trpěla touto sentimentálností. Pražské noviny (13. 4. 1850) poukázaly celkově na meze Škroupova talentu: „Fr. Škroup není ani velký tvořící talent ani plynností slohu a lehkostí ve vypracování vynikající skladatel, avšak je pilný, přičinlivý kapelní mistr…“.
Přes příznivé přijetí měla opera jen jednu reprízu (25. dubna). Naposledy zazněly úryvky z ní – předehra a třetí jednání – pod vedením skladatele dne 21. prosince 1856, při kvodlibetu na benefici Františka Martince.
Vzpomínka na tuto Škroupovu operu byla později zatlačena hudebním zpracováním téže látky Bedřichem Smetanou (Libuše).
Partitura se zachovala v úplnosti ve své verzi z roku 1849 a byla uchovávána ve sbírkách Národního muzea, nyní se nachází v Muzeu české hudby. Jediným částečným vzkříšením opery od Škroupovy smrti bylo představení Pražské konzervatoře v Divadle na Vinohradech dne 17. prosince 1934, v rámci oslav 100. výročí složení písně Kde domov můj. Vedle Chrudimské předehry a scénického melodramu Bratrovrah předvedli studenti též úryvek z Libušina sňatku.

## Charakteristika díla
Libreto Chmelenského nevychází z Rukopisu zelenohorského (na rozdíl od opery Smetanovy), ačkoli byl již v té době dobře znám, ale ze staršího podání pověsti v Hájkově kronice. Děj je prost veškerého nacionalismu. Libušin spor je zmíněn, ale nikoli jako spor mezi českým a německým právním řádem jako v Rukopisech, ale jako pouhý spor o polní mez podle Hájka. Rovněž věštecké schopnosti Libuše jsou stěží zmíněny a dramaticky nevyužity. Libreto celkově trpí různými dramatickými vadami, hlavní hrdinka je málo charakterizována, Přemysl se objevuje až příliš pozdě v ději a naopak hlavní protivník kněžny Libuše, Rozhoň, je zabit již v polovině 2. jednání. Hlavní linii děje doplňují dvorské intriky a vedlejší zápletky, které nepřispívají k plynulému toku příběhu.
Libušin sňatek je první českou prokomponovanou operou, tj. operou prostou mluvených dialogů. Recitativy však byly zjevně doplněny později, možná až při revizi díla v roce 1849; jedná se o secco-recitativy řemeslné úrovně. Opera tak má dosud zřetelný číslový charakter.
Její hudební koncepce je zjevně náročnější než u Oldřicha a Boženy (o Dráteníkovi nemluvě). Vyžaduje značně rozsáhlý moderní orchestr, tj. plný orchestr tehdejšího Stavovského divadla. Rovněž sbory mají rozsáhlou úlohu, i když právě jejich nepříliš působivé zpracování prokazuje meze Škroupova talentu. Zvláštností je, že v této opeře není jediná tenorová úloha. Důvodem jsou omezení daná dobovým složením českého pěveckého souboru.
Tato opera, nejnáročnější hudebně-dramatické dílo, které Škroup napsal pro české divadlo, ukazuje přednosti i hranice skladatelova talentu. Jako kapelnický praktik výborně zvládal instrumentaci, jako divadelník měl výborný cit pro dramatický účinek a spád scén. Jeho melodická invence však byla málo původní a v harmonii a polyfonii zůstává jeho hudba značně jednoduchá. Podle Škroupova životopisce J. Plavce je Libušin sňatek „idylické dílo předbřeznové“, mající jen málo společného s dramatickým novoromantismem Smetanovy verze.

## Osoby a první obsazení
| osoba                                 | hlasový obor    | premiéra (11.4.1850) |
| ------------------------------------- | --------------- | -------------------- |
| Libuše, kněžna česká                  | soprán          | Minková              |
| Mláda, její první panna               | soprán          | Louise Bergauerová   |
| Bogorád, vladyka                      | baryton         | Jarovín              |
| Domaslav, vladyka                     | bas             | Karel Strakatý       |
| Zalužan, vladyka                      | baryton         | Ignác Illner         |
| Želovín, zeman a dozorce na Vyšehradě | bas             | Hradecký st.         |
| Přemysl, rolník                       | baryton         | Wilhelm Versing      |
| Rozhoň, rolník                        | baryton (bas)   | Eduard Kunz          |
| Milovec, rolník                       | baryton (tenor) | Böhm                 |
| Panny Libušiny, vladykové a rolníci   |                 |                      |
| Dirigent: František Škroup            |                 |                      |

## Děj opery

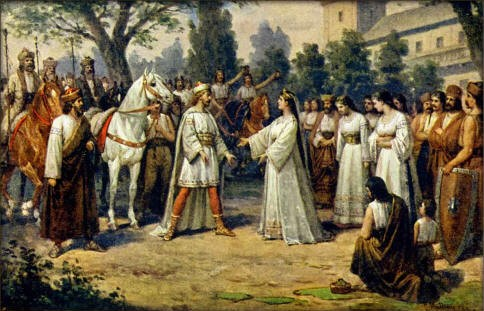
Přemysl vítán Libuší. Obraz Josefa Mathausera.

Předehra začíná ve volném tempu se sóly klarinetu a křídlovky. Hlavní melodie vychází z Přemyslova zpěvu ve 3. dějství. Následuje rychlejší část, jež cituje duet Libuše a Mlády z 2. dějství. Rytmickou zvláštností je pětičtvrtní metrum této pasáže.

### 1. dějství
(Kobka soudná na Vyšehradě) „Ženské komonstvo Libušino“ hotoví síň k zahájení soudní pře, na přípravu dohlíží vyšehradský purkrabí Želovín. Vstupuje rozčilený rolník Rozhoň a stěžuje si na výrok soudců v jeho sporu o polní mez se sousedem Milovcem. V doprovodu dalších rolníků přichází i zmíněný Milovec a Rozhoň se s ním dává do hádky. Ostatní přítomní vyjadřují naději, že Libuše jejich při urovná spravedlivým rozsudkem.
V síni se scházejí vladykové: Bojorád, Domaslav, Zalužan a další. Rozhodli se ihned po skončení soudu Libuši vyzvat, aby si zvolila ženicha, protože chtějí mužskou vládu jako u ostatních národů. Ani Želovín jim nemůže tento nápad rozmluvit chválou kněžniny mírumilovné vlády: každý vladyka totiž doufá, že si Libuše zvolí jeho. Největší nároky si činí Bojorád, který má mnoho příznivců. Domaslav ale tvrdí, že se Libuši vláda zalíbila a vdávat se nechce.
Ve slavnostním průbodu svých panen přichází Libuše (árie Lákavá je země vláda). Zahajuje soud. Rozhoň vypravuje, že mezi jeho a Milovcovými pozemky odedávna tvořil hranici starý dub. Povodeň jej ale odnesla. Rozhoň trvá na tom, aby byla se stromem posunuta i hranice, ale soudcové v prvním rozsudku stranili Milovcovi. Libuše vydává rozsudek: hranice nechť vede nadále podle dubu – má-li ovšem kořeny. Milovec je s takovým rozsudkem spokojen, Rozhoň ale v záchvatu hněvu kněžnu urazí („dlouhé vlasy, rozum krátký“) a rozezlen odchází. Sbor i Libuše si stěžují na nevděčný úkol soudce.
Vladyka Zalužan jako východisko navrhne Libuši, aby se vdala. Nabízí se jí Bojorád, který má mezi lidem podporu, kněžna ho však rozhodně odmítá. Bojorádovým zájmem o Libuši je však nemile dotčena vůdkyně kněžniných žen Mláda, která je sama do Bojoráda zamilována. Z rozřešení veřejných i soukromých záležitostí se Libuše vyvlékne tím, že všechny přítomné pozve na lov; děvy i vladykové tento návrh nadšeně vítají.

### 2. dějství
(Les) Rozhoň se v lese setkává s Domaslavem a dalšími muži a společně plánují odboj proti kněžně. Jejich názory na taktiku –zda „lví“ nebo „liščí“ – se ale značně liší. Všichni se ukryjí před přicházející loveckou výpravou Libuše a jejích děv. Kněžna hovoří s Mládou a vyptává se jí na příčiny jejího zármutku. Dívka jí vypráví, jak vyléčila vladyku Bojoráda z těžkého zranění, které utrpěl při honbě, a jak se do sebe zamilovali. Pak se ale Bojorád ucházel o Libuši. Kněžna Mládu chlácholí tím, že Bojoráda jen nakrátko oslepila vidina trůnu a že se k Mládě jistě vrátí.
V tu chvíli vyrazí z křoví spiklenci a napadnou ženy. Ty se srdnatě brání a brzy jim přispěchají na pomoc vladykové. Bojorád zabíjí Rozhoně, Domaslav je jat a odsouzen k vyhnanství. Libuše káže mír, muži jí slibují věrnost, Bojorád se smiřuje s Mládou. Ale kněžna se rozhodla vyhovět prosbě a dát lidu knížete. Posílá vladyky za svým zvoleným manželem Přemyslem a prorokuje jim, kde a jak jej najdou. Poselství vedené Libušiným běloušem vyráží na cestu.

### 3. dějství
(1. obraz – Romantická krajina u břehů řeky Bíliny) Sedláci zpívají sbor v polkovém rytmu o polní práci. Když se rozestoupí, je vidět orajícího Přemysla, který si u pluhu zpívá (píseň Doorávám, dokonávám, s doprovodem klarinetu). Přijíždí Libušino poselstvo a zjišťuje, že se vše vyplnilo podle proroctví. Scéna sleduje do detailů přemyslovskou pověst: oráč pozve poselstvo k jídlu na „železném stole“, volové vstupují do skály, do země zatknutá otka se zazelená, Přemysl si ponechává střevíce z lískové kůry na paměť selského původu českých knížat. Pak v průvodu vladyků odchází.
(2. obraz – Libušina komnata na Vyšehradě) Libuše sama dychtivě zpívá o své lásce, pro kterou je ochotna zříci se vlády (árie Kdož mi vysvětlí tu pohádku). Přicházejí její děvy v čele s Mládou, strojí ji do svatebních šatů a ujišťují ji, že se rozhodla dobře, ba že bez tíhy vladaření zkrásněla.
(3. obraz – Slavnostní síň na Vyšehradě) Do slavnostně vyzdobeného sálu se dvěma zlatými trůny vstupují nejprve Libuše v průvodu děv a poté Přemysl v průvodu mužů; oba hovoří o své lásce a o své nastávající společné vládě (duet Tebou mi ráje brána). Za chvalozpěvu lidu uvádí Libuše Přemysla na trůn. V následující epizodě ještě kněžna omilostní Domaslava a mohutným radostným sborem opera končí.